# Gotha Go 244

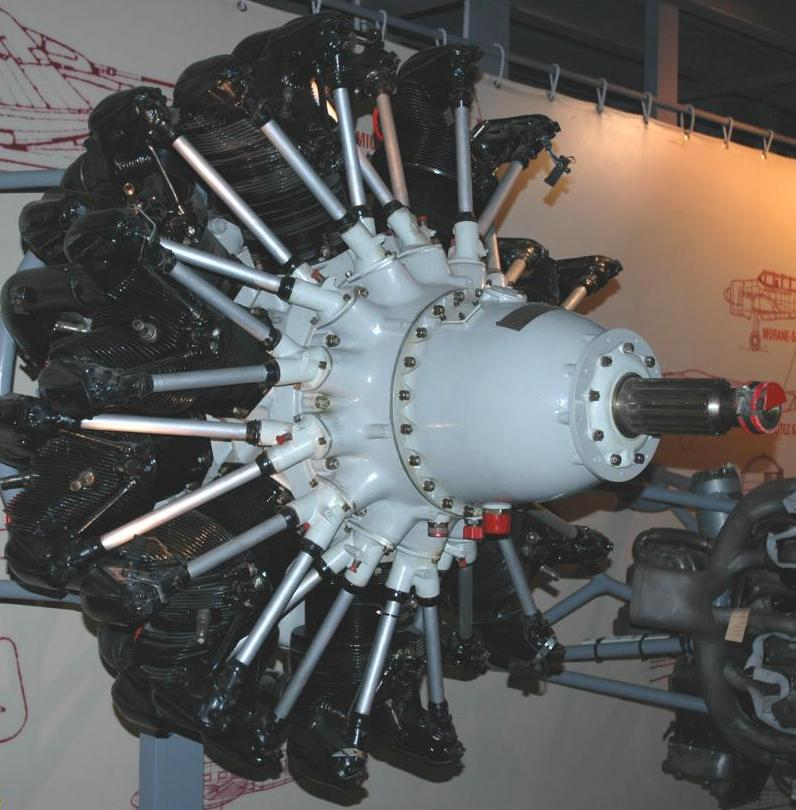
Gnome Rhone 14M» мощностью 700 л. с.

Gotha Go 244 — средний военно-транспортный самолёт люфтваффе времён Второй мировой войны. Этот самолёт использовался почти исключительно на Восточном Фронте. Имели прозвище «Летающие контейнеры» (как и планеры, на базе которых были созданы).

## Описание
«Go 244» был моторизированной версией планёра «Гота Go 242», который представлял собой планёр, сделанный из самого простого материала (так как планёры предполагались быть одноразовыми) — фюзеляж собирался из стальных труб, покрытых тканью. 
С самого начала на планер планировалось установить временный двигатель Argus As 10 для возврата пустых планеров на базу, но когда для Рейха понадобился новый транспортный самолет, чтобы заменить Ju-52, было решено установить такой двигатель на нос. Эта идея не получила поддержки в RLM, поскольку самолет с этим двигателем имел скорость около 160-190 км/ч, что было недостаточно для успешного использования.
Однако возможность переделать планёр в транспортный самолёт была очень многообещающей — после падения Франции немецкая армия натолкнулась там на большие запасы радиальных двухрядных четырнадцатицилиндровых двигателей «Gnome-Rhone 14M мощностью 700 л. с. Было решено использовать эти двигатели, чтобы моторизировать планёр «Гота Go 242», модификация также добавила трёхколёсное шасси. Немецкие конструкторы, делая это, надеялись. что они будут в состоянии увеличить эффективность, также как и эксплуатационную многосторонность планёра.
Однако оказалось, что эти двигатели были слишком маломощны. И уже после вторжения в СССР, в июне 1941 немцы захватили большие запасы радиальных двигателей Швецова М-25A 750 л. с. Но и они, как оказалось, были столь же маломощны как и французские — мощности их явно не хватало, и эти эрзац-самолёты не могли держаться в воздухе на одном моторе.
- Серия «A» были опытными образцами, и некоторые из них были моторизованы радиальными двигателями «BMW 132» 660 л. с.
- Серия «B» (В-1, В-2, В-3, В-4 и В-5) была главной производственной моделью — 133 были переделаны из планёра «Гота Go 242», а 43 самолёта были производственными моделями (поставлено 10 самолётов в сентябре 1942 г. и 29 в ноябре).

Go 244 получил трёхлопастные винты изменяемого шага, хотя часть машин оснащалась четырёхлопастными пропеллерами с постоянным шагом
«Летающие контейнеры» с двигателями выпускали на заводе фирмы  в чехословацком городе Ческе-Будеёвице, и в 1942 г. были готовы 133 экземпляра Go 244. В марте 1942 г. две транспортные эскадрильи Люфтваффе были перевооружены на самолёты Go 244. Это были KGrzbV 104 в Греции и KGrzbV 106 на Крите, ранее летавшие на трёхмоторных Ju 52. Однако уже в ноябре того же года все Go 244 заменили на Me.323 Gigant. Поэтому единственной частью, имевшей «летающие контейнеры» с моторами, осталась 7./TG4 (7-я эскадрилья 4-й транспортной группы), базировавшаяся на юге России. Однако опыт применения этих самолётов на Восточном фронте и на других театрах военных действий посчитали неудачным — отмечалась недостаточная мощность двигателей, проблемы с запчастями к капризным французским двигателям и невысокая скорость полета. В результате, поставив ещё два Go 244B, завод вновь вернулся к сборке планеров Go 242.
В марте 1942 года две группы с Ju 52 — К.Gr.z.b.V.104 и 106 получили Go.244B, но в ноябре первая была перевооружена на Ме.323, а вторая спустя несколько месяцев вновь получила Ju 52. Транспортные «Готы» были направлены в летные школы — мощности их двигательной установки явно не хватало и держаться в воздухе на одном моторе они не могли.
Снятые с эксплуатации самолёты Go 244 передали в тренировочные центры для подготовки парашютистов.

## Тактико-технические характеристики (Go 244B-2)

### Технические характеристики
- Экипаж: 2 человека
- Пассажировместимость: 23 десантника
- Длина: 15,80 м
- Размах крыла: 24,50 м
- Высота: 4,60 м
- Площадь крыла: 64,4 м²
- Масса пустого: 5225 кг
- Максимальная взлётная масса: 7800 кг
- Двигатели: 2 × Gnome-Rhone 14М-4/5 по 700 л. с. каждый (на Go 244V1 стояли девятицилиндровые BMW 132Z (660 л. с.), на V2 — двухрядные четырнадцатицилиндровые "Гном-Рон" 14М (700 л. с.), на V3 — трофейные М-25 (750 л. с.))

### Лётные характеристики
- Максимальная скорость: 290 км/ч
- Крейсерская скорость: 270 км/ч на высоте 3900 м
- Дальность полёта: 740 км
- Практический потолок: 7650 м
- Скороподъёмность: 270 м/мин

### Вооружение
- 4 × 7,9-мм пулемета MG-15 по 125 патронов на ствол
- до 4 × пулемётов MG-34 десантников